# KD Ilirija
El Košarkarsko društvo Ilirija es un equipo de baloncesto esloveno que compite en la 1. A slovenska košarkarska liga, la primera división del país. Tiene su sede en la ciudad de Ljubljana. Disputa sus partidos en el Tivoli Hall, con capacidad para 4050 espectadores.

## Historia
Entre 1955 y 1956 surgió en Ljubljana un club deportivo denominado Partizan Zgornja Šiška, el cual, tras una reorganización de su estructura, hizo que el equipo de baloncesto se constituyera por separado, naciendo el Košarkarsko društvo Ilirija, el cual sólo tardó cuatro años en hacerse con su primer título de campeón de Eslovenia.
Tras pasar por todas las categorías del baloncesto de su país, en 2014 se encontraba en la 4. SKL, la cuarta división, pero tres ascensos de manera consecutiva lo hicieron llegar a la 1. A SKL.

## Trayectoria
| Temporada | Nivel | Liga     | Posición |
| --------- | ----- | -------- | -------- |
| 2013–14   | 3     | 3. SKL   | 11º      |
| 2014–15   | 4     | 4. SKL   | 1º       |
| 2015–16   | 3     | 3. SKL   | 1º       |
| 2016–17   | 2     | 2. SKL   | 1º       |
| 2017–18   | 1     | 1. A SKL | 7º       |
| 2018–19   | 1     | 1. A SKL | 10º      |

## Palmarés
- Liga de la República de Eslovenia: 6

1961, 1969, 1971, 1972, 1975, 1982
- 2. SKL: 1

2016–17
- 3. SKL: 1

2015–16
- 4. SKL: 1

2014–15